# 行形亭
行形亭（いきなりや）は、新潟県新潟市中央区に所在し株式会社行形亭が運営する老舗の料亭。全国芽生会連合会の新潟芽生会に加盟。国の登録有形文化財に登録されている。

## 概要

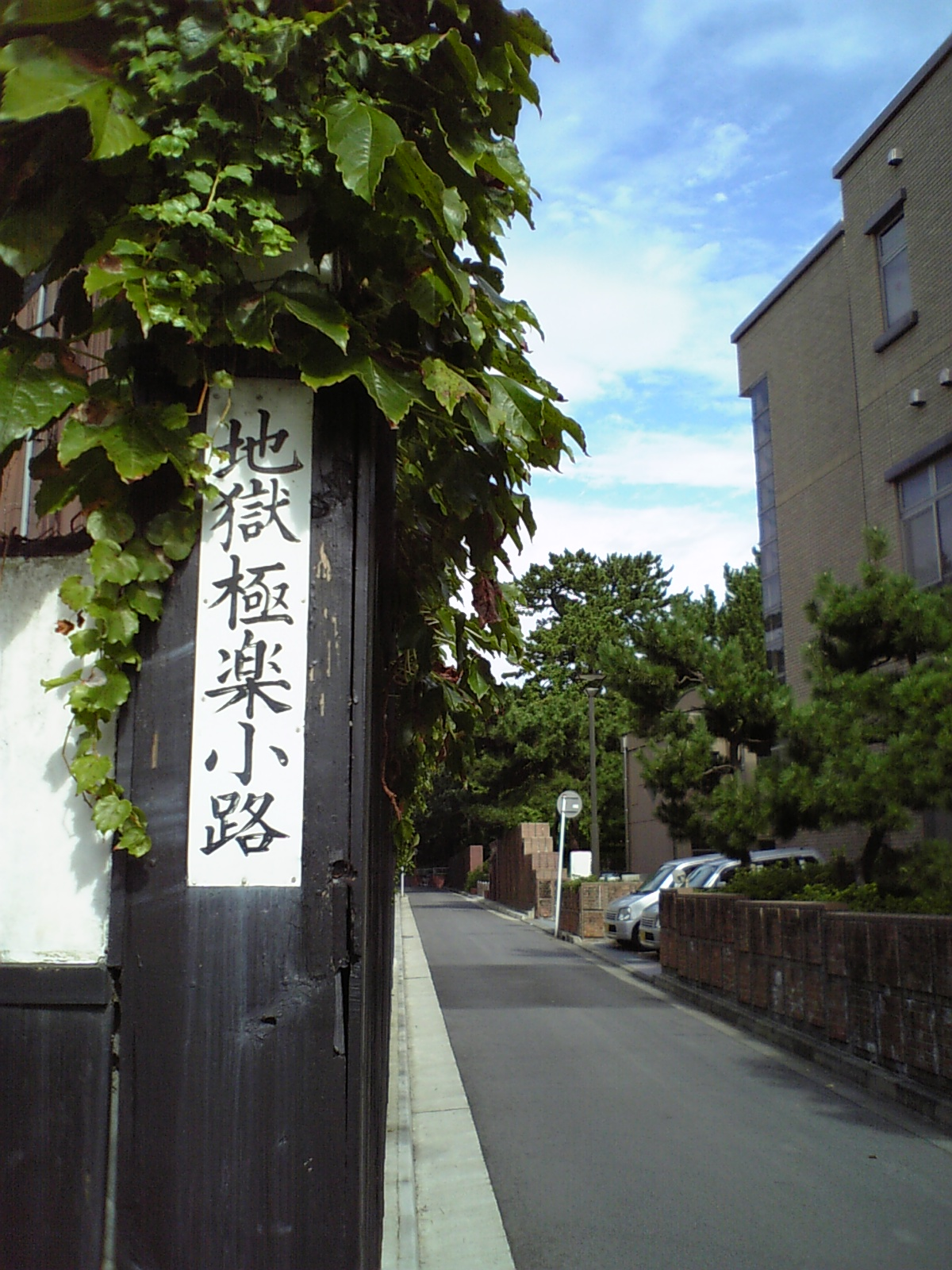
地獄極楽小路

創業は江戸時代中期頃、創業約300年。かつて、現所在地の周辺まで海岸があり、ここで浜茶屋を営んでいた。これが行形亭の前身である。その後料理屋へと姿を変え現在に至る。地域住民でも「行形」を「いきなり」と読める人は居るが、「亭」を「や」と呼ばずに「てい」と呼ぶものが多い。正式名称は「いきなりや」である。トレードマークは鶴と松。1975年（昭和50年）まで、庭に丹頂鶴が飼われていたこと、また庭木で最も多い種類が松であったことから由来する。
同店の建物の脇に通る小路を隔てて、かつては新潟刑務所があったことから、この小路は「地獄極楽小路」と呼ばれるようになり、新潟刑務所が山二ツ（現江南区）に移転した現在もそのままの名称で呼ばれている。
行形亭主の行形松次良は新潟県多額納税者だった。

### 登録有形文化財
2000年（平成12年）4月28日に、建造物のうち主屋、三番の間、寿の間・二番の間、九番の間、湯殿、離れ座敷、土蔵、表門、裏門、中門及び塀の10件が国の登録有形文化財に登録された。

## 沿革
- 2008年（平成20年）5月12日 : 第34回主要国首脳会議労働大臣会合のレセプションの会場となる[4]。
- 2010年（平成22年）10月16日 : APEC新潟食料安全保障担当大臣会合の閣僚夕食会の会場となる[5]。